# 洛厄爾 (內布拉斯加州)
洛厄爾（英語：Lowell）是位於美國內布拉斯加州卡尼縣的非建制地區。

## 歷史
洛厄爾的郵局於1872年設立，其後於1943年停運。

## 地理
洛厄爾所處的海拔為高於海平面629米（即2064英呎），而該地所採用的時區為UTC-6，即北美中部时区（CST）。同時該地設有夏令時間，為UTC-6調快一小時，即UTC-5（CDT）。